# Super Ligue
Die Super Ligue (deutsch: Super Liga, Sponsorenname Mobil Super Ligue), ehemals Division d’Honneur und Championnat de la Super Ligue, ist die höchste Fußballspielklasse auf der neukaledonischen Hauptinsel Grande Terre. Sie bildet zusammen mit der Liga der Loyalitätsinseln die oberste Ebene des neukaledonischen Fußballligensystems.
Die Meisterschaft wurde 1933 erstmals ausgetragen. Rekordmeister ist AS Magenta mit zwölf (bekannten) Titeln.

## Spielsystem
Die Meisterschaft verlief von Oktober oder September bis Februar oder März. In dieser Zeit spielt jede der acht Mannschaften zweimal gegeneinander. Am Ende der regulären Saison hat so jede Mannschaft vierzehn Spiele auf dem Konto. Die drei besten Mannschaften der „Grand Terre Super Ligue“ qualifizieren sich für die „Playdowns“, genauso wie der Sieger der Lifou-Staffel. Seit 2009 erfolgt eine Austragung der Meisterschaft im Kalenderjahr mit Hin- und Rückspiel.

### Besonderheiten
Gespielt wird nicht wie in einem üblichen 3-1-0 Punktesystem, sondern in einem 4-2-1 Punktesystem, was bedeutet, dass der Sieger einer Partie vier Punkte erhält, bei einem Unentschieden zwei Punkte und selbst der Verlierer bekommt einen Punkt.

## Liste der Meister
- 1933 Impassible
- 1934–1949 unbekannt
- 1950 Impassible
- 1951 Impassible
- 1952 Indépendante
- 1953 Impassible
- 1954 Indépendante
- 1955 unbekannt
- 1956 Impassible
- 1957 PLGC
- 1958 PLGC
- 1959 PLGC
- 1960 Impassible
- 1961 unbekannt
- 1962 USC Nouméa
- 1963 USC Nouméa
- 1964–1977 unbekannt
- 1978 Gélima Canala schlägt AS Lössi de Nouméa
- 1979–1983 unbekannt
- 1984 AS Frégate (M-Dore) 3-0 AS Païta
- 1985 AS Kunié 1-1 CA Saint-Louis [3-2 i. E.]
- 1986–1992 unbekannt

### Mini-Liga zwischen regionalen Meistern
- 1993 Wé Luécilla, Zweiter: AS Magenta Le Nickel, Dritter JS Baco
- 1994 JS Baco, Zweiter: AS Magenta Le Nickel
- 1995 JS Baco, Zweiter: JS Traput
- 1996 JS Traput, Zweiter: JS Baco, Dritter AS Poum

### K.O.-Rundenstil der Playoffs zwischen regionalen Meistern
- 1997 JS Baco, Zweiter: 2-1 CA Saint-Louis
- 1998 AS Poum, Zweiter: 4-2 JS Traput
- 1999 FC Gaïtcha, Zweiter: 2-2 AS Auteuil [4-3 i. E.]
- 2000 JS Baco, Zweiter: 1-0 JS Traput
- 2001 JS Baco, Zweiter: 1-0 AS Mont-Dore
- 2002 AS Mont-Dore, Zweiter: 2-2 JS Baco [4-3 i. E.]
- 2002/03 AS Magenta, Zweiter: 5-3 JS Baco [n. V.]
- 2003/04 AS Magenta, Zweiter: 3-1 AS Mont-Dore
- 2004/05 AS Magenta, Zweiter: 3-2 AS Mont-Dore
- 2005/06 AS Mont-Dore, Zweiter: [Keine nationale Playoffrunde]
- 2006/07 JS Baco, Zweiter: AS Lössi
- 2007/08 AS Magenta, Zweiter: AS Mont-Dore
- 2008/09 AS Magenta, Zweiter: AS Mont-Dore
- 2009 AS Magenta, Zweiter: Hienghène Sport
- 2010 AS Mont-Dore, Zweiter: AS Magenta
- 2011 AS Mont-Dore, Zweiter: Hienghène Sport
- 2012 AS Magenta, Zweiter: Hienghčne Sport
- 2013 FC Gaïtcha, Zweiter: Hienghčne Sport
- 2014 AS Magenta, Zweiter: AS Lössi
- 2015 AS Magenta, Zweiter: Hienghène Sport
- 2016 AS Magenta, Zweiter: AS Lössi
- 2017 Hienghène Sport, Zweiter: AS Magenta
- 2018 AS Magenta, Zweiter: Hienghène Sport
- 2019 Hienghène Sport, Zweiter: AS Magenta
- 2020 Tiga Sports, Zweiter: Horizon Patho
- 2021 Hienghène Sport, Zweiter: SC Ne Drehu
- 2022 Tiga Sports, Zweiter: Hienghène Sport
- 2023 AS Magenta, Zweiter: ASC Gaïca
- 2024 abgebrochen nach politischen Unruhen im Land

## Titel nach Mannschaft
12 Meisterschaften
- AS Magenta

9 Meisterschaften
- JS Baco

6 Meisterschaften
- Impassible

4 Meisterschaften
- AS Mont-Dore
- FC Gaïtcha

3 Meisterschaften
- PLGC
- Hienghène Sport

2 Meisterschaften
- Indépendante
- USC Nouméa
- Tiga Sports

1 Meisterschaft
- Gélima Canala
- AS Frégate
- AS Kunié
- Wé Luécilla
- JS Traput
- AS Poum

44 Meister zwischen 1933 und 1992 sind nicht bekannt.